# 邁氏飛脂鯉
邁氏飛脂鯉（学名：Carnegiella myersi），又稱邁氏斧頭魚，為輻鰭魚綱脂鯉目胸斧脂鯉科的其中一種。

## 分布
本魚分布於秘魯的亞馬遜河流域。

## 特徵
本魚體型為典型的側深形，背部輪廓近似扁平。一條黑紋從眼部延伸至尾柄，黑條紋上方的體色為淺黃綠色，而黑條紋下方則是銀色。胸鰭很發達，後揚至背鰭，背鰭上有一黑斑。腹鰭幾乎看不見。體長可達2.2公分。

## 生態
本魚棲息在森林的溪流中，喜群游，屬雜食性，以昆蟲、甲殼動物等為食。當遇掠食者或覓食時會躍出水面，利用胸鰭滑翔一段距離。

## 經濟利用
為觀賞性魚類，飼養時須加蓋。